# Tongrinelle
Tongrinelle (ou Tongrenelle) est un hameau du village de Tongrinne dans la province de Namur en Belgique. Avec Tongrinne il fait aujourd’hui partie de la commune de Sombreffe, dans la Région wallonne. 

## Géographie
Situé immédiatement à l’Ouest de Tongrinne, le hameau est traversé par la Ligne, une rivière qui est affluent de l’Orneau (et sous-affluent de la Sambre).  Très proches du village de Ligny où eut lieu la bataille du 16 juin 1815, dernière victoire de Napoléon avant la défaite de Waterloo (18 juin 1815) Tongrinne et Tongrinelle sont souvent mentionnés dans les livres d’histoire de cette époque…

## Patrimoine
- Le château-ferme de Tongrinelle. Il se situe sur le site d'une forteresse citée pour la 1re fois en 1209, subsistent les douves qui sont alimentés par la Ligne et une partie de la basse-cour fortifiée qui précédait le château du XVIIe siècle et démoli en 1860. Siège d'une seigneurie hautaine de Namur, propriété au XVIIe siècle successivement des Noyelles, des Chasteler et des Harscamp[2].